# Drepanosticta robusta
Drepanosticta robusta is een libellensoort uit de familie van de Platystictidae, onderorde juffers (Zygoptera).
De wetenschappelijke naam van de soort is voor het eerst geldig gepubliceerd in 1926 door Fraser.